# Elezione del Presidente del Senato del 1953 (prima)
La prima elezione del presidente del Senato del 1953 per la I legislatura della Repubblica Italiana si è svolta il 25 marzo 1953.
Il presidente del Senato uscente, in quanto dimissionario (come il suo predecessore) in occasione delle votazioni per la legge elettorale sul cosiddetto "premio di maggioranza" (altrimenti detta "legge-truffa"), è Giuseppe Paratore. Presidente provvisorio è il vicepresidente Giovanni Battista Bertone.
Presidente del Senato della Repubblica, eletto al I scrutinio, è Meuccio Ruini.

## L'elezione

### Preferenze per Meuccio Ruini
| Scrutinio | Voti | Percentuale |
| --------- | ---- | ----------- |
| I         | 169  | 56,1%       |

## 25 marzo 1953

### I scrutinio
Per la nomina è richiesta la maggioranza assoluta dei votanti.
| Dati votazione | Dati votazione |    | Nome              | Nome | Voti |
| -------------- | -------------- | -- | ----------------- | ---- | ---- |
| Presenti       | 301            |    | Meuccio Ruini     | 169  |      |
| Votanti        | 301            |    | Enrico Molè       | 109  |      |
| Astenuti       | 0              |    | Umberto Terracini | 5    |      |
| Maggioranza    | 152            |    | Luigi Gasparotto  | 1    |      |
|                |                |    | Tommaso Tonello   | 1    |      |
|                | Umberto Tupini | 1  |                   |      |      |
|                | Schede bianche | 14 |                   |      |      |
|                | Schede nulle   | 1  |                   |      |      |

Risulta eletto: Meuccio Ruini